# Jakob de la Porte
Jakob de la Porte, Jacques de la Porte (ur. 1620 w Rysel we Flandrii, zm. 1668 w Gdańsku) – gdański kupiec i duński dyplomata.
Pochodził z rodziny francuskich protestantów. Powierzono mu pełnienie funkcji królewskiego faktora, rezydenta, konsula, określanego też komisarzem Danii w Gdańsku (1659-1660 [1664]). Po 1660 prowadził rafinerię cukru w Gdańsku. Pochowany w kościele Świętej Trójcy w Gdańsku. 